# Пузанов, Виктор Владимирович
Ви́ктор Влади́мирович Пуза́нов (род. 4 января 1960, Терпенье, Запорожская область) — советский и российский историк, доктор исторических наук (2009), профессор УдГУ (1991), заведующий кафедрой дореволюционной отечественной истории (в настоящее время — кафедра истории России) Удмуртского государственного университета (с 1991 года).
Основной областью специализации является история России и восточных славян, а точнее — социально-экономическая и политическая история средневековой Руси, восточнославянской государственности, этногенеза славян. Также к сфере научных интересов ученого относятся  историография отечественной истории, история высшей школы.
Виктор Пузанов является учеником знаменитого историка СПбГУ Игоря Фроянова. Ежегодно на базе УдГУ Пузанов проводит международную научную конференцию «Восточная Европа в Средние Века: власть, общество, идеология», памяти профессора Игоря Яковлевича Фроянова

## Биография
В 1978 — 1980 г. служил в ракетных войсках Советской армии. В 1985 г. окончил исторический факультет Удмуртского университета.
С 1985 по 1989 гг. находился на стажировке и в аспирантуре исторического факультета Ленинградского университета.
В 1989 г. защитил кандидатскую диссертацию (специальность — «историография и источниковедение»), а в 2009 г.— докторскую диссертацию (специальность — «Отечественная история»: «Становление древнерусской государственности: социально-политические и этнокультурные трансформации общества в контексте восприятия современников (VIII — начало XII в.)» (Ижевск, 2009)).
С 1991 г. заведующий кафедрой дореволюционной отечественной истории (в настоящее время — кафедра истории России) Удмуртского государственного университета.

## Некоторые публикации
- Княжеское и государственное хозяйство на Руси X-XII вв. в отечественной историографии XVIII-начала ХХ в. Ижевск, 1995. 194 с.
- История Удмуртского государственного университета. Краткие очерки. 1931-2001 гг. Ижевск, 2001. 277 с. (в соавторстве с И.В. Верижниковой).
- К вопросу о генезисе восточнославянской государственности// Актуальные проблемы дореволюционной отечественной истории. Ижевск, 1993. С.21-44.
- К вопросу о княжеской власти и государственном устройстве в Древней Руси в отечественной историографии// Древняя русь: новые исследования (Славяно-русские древности. Вып. 2). СПб.,1995. С. 204-211.
- О спорных вопросах изучения генезиса восточнославянской государственности в новейшей отечественной историографии// Средневековая и новая Россия. Сборник научных статей. К 60-летию И.Я. Фроянова. СПб., 1996. С. 148-167.
- У истоков восточнославянской государственности// История России: народ и власть. СПб., 1997.С.5-48; Издание 2-е. СПб., 2001.
- Народ и власть в городах-государствах Древней Руси// Там же. С. 49-94.
- О феодализме в России // Государство и общество. История. Экономика. Политика. Право.1999. № 3-4. С. 187-219.
- Война и внешняя торговля как факторы образования древнерусской государственности // Российская государственность: уровни власти. Историческая динамика. Материалы Всероссийской  научно-практической конференции. Ижевск, 2001. С. 3-16.
- Главные черты политического строя Киевской Руси X-XI вв.// Исследования по русской истории. Сборник статей к 65-летию профессора И.Я. Фроянова. СПб.; Ижевск, 2001. С. 19-47[3].
- От праславян к Руси: становление Древнерусского государства (факторы и образы политогенеза).